# Újváros (Prága)
A prágai Újváros (cseh nyelven Nové Město) egyike a Prágát létrehozó négy városrésznek, egyben a legfiatalabb is közöttük. A negyedet 1348-ban hozta létre IV. Károly cseh király, közigazgatásilag független településként, az Óvárostól délre. Az új városrész falai mintegy 7,5 km²-t öleltek körbe, a területnek azonban csak a harmadát építették be. A negyedben 1378-ban 40 000 ember lakott.
Napjainkban az Újvároson Prága 1., 2. és 8. kerülete osztozik; 2001-ben 28 113 lakosa volt. A máig Újvárosnak nevezett rész területe 3,34 km².
A negyed központja évszázadok óta a Vencel tér, ami nemcsak építészeti egységéről, de történelmi szerepéről is híres. 1968-ban és 1989-ben ez volt a prágai tüntetések egyik legfontosabb színhelye, itt gyújtotta fel magát Jan Palach, itt szónokolt Václav Havel.

## Nevezetességei
- Vencel tér, több történelmi esemény színtere
- Nemzeti Múzeum
- Rendezvények háza (Reprezentációs ház)
- Nemzeti Színház
- Újvárosi Városháza
- Táncoló ház vagy Fred and Ginger (Gehry)
- Havas Boldogasszony-templom
- Szent István-templom
- Szent Ignác-templom
- Szent Cirill és Metód katedrális (ortodox székesegyház)
- Ferencesek kertje (Frantiskánská Zahrada)
- Állami Operaház
- Károly-tér
- Faust-ház
- Emmauszi kolostor
- Szláv-hegyi kolostor
- Szent Orsolya-kolostor  és Szent Orsolya-templom
- Szent Vencel lovasszobra
- U Fleků söröző [1]

## Lakossága
A városrész népességének változása:
| Lakosok száma | 36 500 | 74 335 | 75 734 | 81 760 | 78 121 | 64 636 | 54 907 | 34 991 | 28 113 | 21 941 |
|               | 1822   | 1880   | 1890   | 1910   | 1930   | 1950   | 1970   | 1991   | 2001   | 2021   |